# How Could Hell Be Any Worse?
| 전문가 평가              | 전문가 평가     |
| 평가 점수                | 평가 점수       |
| 출처                     | 점수            |
| ------------------------ | --------------- |
| AllMusic                 | (original)      |
| AllMusic                 | (2004 remaster) |
| Alternative Rock         | 6/10            |
| Christgau's Record Guide | B               |

《How Could Hell Be Any Worse?》는 미국의 펑크 록 밴드 배드 릴리전의 데뷔 스튜디오 음반으로, 1982년 1월 19일, 에피타프 레코드를 통해 발매되었다. 이 음반은 전작인 동명의 EP가 발매된 지 거의 1년 만에 나왔으며, 해당 EP의 판매 수익과 기타리스트 브렛 구어위츠의 아버지에게서 받은 1,000달러의 대출금으로 제작 비용이 충당되었다. 이 음반은 발매 후 1년이 채 되지 않아 1만 장이 팔리는 등 예상외의 성공을 거두며 밴드를 놀라게 했다.
《How Could Hell Be Any Worse?》는 1980년 10월부터 11월, 그리고 1981년 1월에 걸쳐 캘리포니아주 노스할리우드에 위치한 트랙 레코드 스튜디오에서 두 차례에 걸쳐 녹음되었다. 초기 녹음 세션 이후 드러머 제이 지스크라우트가 배드 릴리전을 탈퇴했고, 그의 친구이자 밴드의 로디였던 피트 파인스톤이 나머지 음반 작업을 마무리하기 위해 합류했다. 당시 서클 저크스의 멤버였던 미래의 배드 릴리전 기타리스트 그렉 헷슨은 정식 멤버로 이름을 올리지는 않았지만, 〈Part III〉에서 기타 솔로를 연주했다. 《How Could Hell Be Any Worse?》는 또한 베이시스트 제이 벤틀리가 6년간 밴드를 떠나기 전 마지막으로 참여한 음반으로, 그는 1988년 《Suffer》를 통해 복귀했다.
앞면 커버 아트는 에드워드 콜버가 할리우드 볼 근처에서 촬영한 것이며, 뒷면 커버에는 귀스타브 도레가 단테의 《신곡》을 위해 그린 커버 아트 중 하나가 사용되었다.

## 배경
배드 릴리전은 1980년에 결성되었으며, 초기 라인업은 보컬의 그렉 그래핀, 쿼크스 출신의 기타리스트 브렛 구어위츠, 드러머 제이 지스크라우트로 구성된 고등학생들이었다. 이들은 세 곡을 쓴 뒤, 제이 벤틀리가 베이시스트로 합류하면서 4인조가 되었다. 이들은 데모 테이프를 녹음했고, 이 테이프는 지역 라디오 방송국 KROQ-FM에서 방송되었다. 몇 주 후, 이들은 소셜 디스토션의 오프닝 공연을 통해 첫 라이브 무대를 가졌다. 배드 릴리전은 1981년 말에 동명의 EP를 녹음했고, 이 음반은 그들의 자주 레이블인 에피타프 레코드를 통해 발매되었다. EP는 2,000장이 제작되었으며, 이를 통해 데뷔 스튜디오 음반의 녹음 비용을 충당할 수 있었다.

## 곡 목록
| #  | 제목                               | 작사·작곡     | 재생 시간 |
| -- | ---------------------------------- | ------------- | --------- |
| 1. | 〈We're Only Gonna Die〉           | 그렉 그래핀   | 2:12      |
| 2. | 〈Latch Key Kids〉                 | 그래핀        | 1:38      |
| 3. | 〈Part III〉                       | 제이 벤틀리   | 1:48      |
| 4. | 〈Faith in God〉                   | 그래핀        | 1:50      |
| 5. | 〈Fuck Armageddon...This Is Hell〉 | 그래핀        | 2:48      |
| 6. | 〈Pity〉                           | 그래핀        | 2:00      |
| 7. | 〈In the Night〉                   | 브렛 구어위츠 | 3:25      |

| #   | 제목                             | 작사·작곡 | 재생 시간 |
| --- | -------------------------------- | --------- | --------- |
| 8.  | 〈Damned to Be Free〉            | 그래핀    | 1:57      |
| 9.  | 〈White Trash (2nd Generation)〉 | 구어위츠  | 2:21      |
| 10. | 〈American Dream〉               | 구어위츠  | 1:41      |
| 11. | 〈Eat Your Dog〉                 | 그래핀    | 1:04      |
| 12. | 〈Voice of God Is Government〉   | 벤틀리    | 2:54      |
| 13. | 〈Oligarchy〉                    | 구어위츠  | 1:01      |
| 14. | 〈Doing Time〉                   | 구어위츠  | 3:53      |